# Iwanowskoje (rejon borisoglebski)
Iwanowskoje (ros. Ивановское) – wieś (sieło) w Rosji, w obwodzie jarosławskim, w rejonie borisoglebskim. W 2021 liczyła 114 mieszkańców.